# Xyrichtys javanicus
 Xyrichtys javanicus és una espècie de peix de la família dels làbrids i de l'ordre dels cipriniformes que es troba al Mar Roig i a Java (Indonèsia).